# Ernst Friedrich Günther
Ernst Friedrich Günther (* 21. Oktober 1789 in Leipzig; † 30. August 1850 ebenda) war ein deutscher Jurist und Übersetzer.

## Leben
Ernst Friedrich Günther wurde als Sohn des Rechtsanwaltes Johann Gottfried Friedrich Günther in Leipzig geboren. Er lernte an der Thomasschule zu Leipzig und studierte ab 1806 Rechtswissenschaften an der Universität Leipzig. Anfangs übte er sich unter der unmittelbaren Leitung seines durch gediegene Rechtskenntnis und langjährige Erfahrung ausgezeichneten Vaters für seinen künftigen Beruf. Bald wurde er diesem teils in dessen umfänglicher und vielseitiger Praxis, teils bei der Verwaltung großer Gerichtsbestallungen eine wesentliche Stütze, bis er, als Advokat und Notar immatrikuliert, selbst zu praktizieren begann. 1810 promovierte er mit der Inauguraldissertation De actionum ex negotio cambiali oriundarum natura et praescriptione zum Doktor der Rechte.
Seine strenge Rechtlichkeit und trefflichen Kenntnisse erwarben Günther bald viel Vertrauen. So wurden ihm schon in den ersten Jahren seiner Praxis kurz nacheinander die Gerichtshaltereien von Oelzschau, Kömmlitz, Mölbis mit Tragis, Wachau sowie Alt- und Neusellerhausen übertragen.
1830 wurde Günther als ordentlicher Beisitzer in die Juristenfakultät zu Leipzig berufen. Dort blieb er bis zur Gründung des zu Erteilung von Rechtssprüchen für vaterländische Streitsachen bestimmten königlichen Spruchkollegiums zu Leipzig, in das er als erster Justizrat versetzt und gleichzeitig zum außerordentlichen Professor für Rechtswissenschaften an der Universität und zum Mitglied der Examenskommission für Studierende der Jurisprudenz ernannt wurde. Diese Stellung bekleidete er bis an sein Lebensende. Er war zudem Oberhofgerichtsadvokat und Konsistorial-Advokat beim Konsistorium Leipzig. Als akademischer Lehrer las er vornehmlich über Referier- und Dekretierkunst vor einem stets sehr zahlreich besuchten Auditorium. Seine ebenso fasslichen wie gründlichen Vorträge trugen gewiss zum Ruhm bei, dessen sich die sächsischen Spruchbehörden erfreuen konnten.
Als Meister der lateinischen Sprache widmete Günther sich neben seinen beruflichen Geschäften dem Studium der alten Klassiker. Zeugnis geben davon mehrere in der literarischen Welt mit viel Beifall aufgenommene Übersetzungen lateinischer Dichter, zu denen er sich durch sein eigenes poetisches Talent hingezogen fühlte. Zuerst erschienen des Horaz Oden und Gesang zur Säkularfeier (Leipzig 1822), dann Horaz’ Briefe und auserwählte Epoden (Leipzig 1824), hierauf Tibulls Elegien (1825) und zuletzt Horaz’ Sämtliche Werke (1830). Außerdem hat er Aufsätze in juristischen Zeitschriften und in seiner Eigenschaft als Beisitzer der Fakultät mehrere geschätzte Disputationen und Programme geschrieben.
Sein größtes Glück fand Günther im familiären Umfeld. Um dieses nicht zu stören, lehnte er einen 1829 an ihn ergangenen Antrag, in das königliche Justizministerium zu Dresden als Rat einzutreten ebenso ab wie er sich später (1829 und 1835) nicht dazu entschließen konnte, die Stellung eines Rats im Appellationsgericht bzw. Ober-Appellationsgericht in Dresden anzunehmen.
Günther wahrte stets große Bescheidenheit. Trotz seines zurückgezogenen Lebens war er allgemein bekannt. 1849 erhielt er das Ritterkreuz des königlich sächsischen Verdienstordens. Im folgenden Jahr starb er im Alter von 60 Jahren in Leipzig.
Sein älterer Bruder war der Jurist Karl Friedrich Günther.